# Dianthus kiusianus
Dianthus kiusianus là loài thực vật có hoa thuộc họ Cẩm chướng. Loài này được Makino mô tả khoa học đầu tiên năm 1912.